# José Castelblanco
José Joaquín Castelblanco Romero (Úmbita, Boyacá, 15 de diciembre de 1969) es un ciclista colombiano, profesional desde 1995 que ha ganado la Vuelta a Colombia en cuatro ocasiones.

## Biografía
José Castelblanco comenzó su carrera profesional en 1995 en el equipo español Kelme. Regresó en 1997 con el equipo colombiano Telecom-Flavia, ganó el Campeonato de Colombia de Ciclismo en Ruta y su primera Vuelta a Colombia, triunfo que repitió el año siguiente en la edición 1998. En 1999, Castelblanco regresó al equipo Kelme. Participó en su segundo Tour de Francia, ocupando la casilla 37.º en la clasificación general y obteniendo el quinto lugar en la etapa que llegó a Saint-Flour. En 2001, se unió al equipo Selle Italia. Obtuvo su mejor clasificación en el 15.º lugar de sus cuatro participaciones en el Giro de Italia. Ganó su tercera Vuelta a Colombia en 2002 y su segundo y tercer Clásico RCN en 2002 y 2003 respectivamente.
En 2004, venció nuevamente en la Vuelta a Colombia. Sin embargo, dio un control positivo para testosterona realizado después de la penúltima etapa, una prueba contrarreloj. Por esto debió renunciar a su participación en la Vuelta a España con el equipo  Café Baque. Fue descalificado del triunfo, que fue atribuido a Libardo Niño, y suspendido por seis meses. Él apeló la decisión, lo cual le permitió competir en el final de latemporada, incluyendo el Clásico RCN. Su presencia y la de su equipo, Orbitel, fue descalificada por algunos participantes y directores de equipo
Después de cumplir con la suspensión, Castelblanco regresa a las competencias en noviembre de 2005 para correr la Vuelta al Zulia con el equipo Alcaldía de Cabimas. Con este equipo alcanza en 2006 el cuarto triunfo en la Vuelta a Colombia.

## Palmarés
- 1992
  - Vuelta a Guatemala

- 1994
  - Circuito Montañés
  - Vuelta a Guadalupe

- 1997
  - Campeonato de Colombia en Ruta  
  - Vuelta a Colombia, más 2 etapas

- 1998
  - Vuelta a Colombia, más 4 etapas

- 2001
  - 2 etapas del Clásico RCN

- 2002
  - Vuelta a Colombia, más 2 etapas
  - Clásico RCN, más 1 etapa

- 2003
  - 4.º etapa de la Clásica Gobernación de Casanare
  - Clásico RCN, más 1 etapa

- 2004
  - 1 etapa de la Vuelta al Valle del Cauca
  - Clásica de Fusagasugá, más 2 etapas
  - Vuelta a Antioquia
  - 1 etapa del GP Cootranspensilvania

- 2006
  - Vuelta Internacional al Estado Trujillo, más 2 etapas
  - Vuelta a Colombia
  - 1 etapa del Clásico Ciclístico Banfoandes

- 2007
  - Vuelta a los Santanderes
  - 2.º en la Vuelta a Boyacá más 1 etapa
  - 1 etapa del Clásico RCN

- 2008
  - 1 etapa de la Clásica Ciudad de Girardot

## Resultados en lasgrandes vueltas
| Carrera         | 1996 | 1997 | 1998 | 1999 | 2000 | 2001 | 2002 | 2003 |
| Tour de Francia | 71°  | -    | -    | 37°  | -    | -    | -    | -    |
| Giro de Italia  | -    | -    | -    | -    | 18°  | 15°  | 34°  | 36°  |
| Vuelta a España | -    | 41°  | 15°  | Ab.  | -    | -    | -    | -    |

## Resultados en campeonatos

### Campeonato Mundial de Ciclismo en Ruta

#### Competencia de ruta
1 participación.
- 1997 : 71.º de la clasificación final.